# PFA Scotland Women’s Young Player of the Year

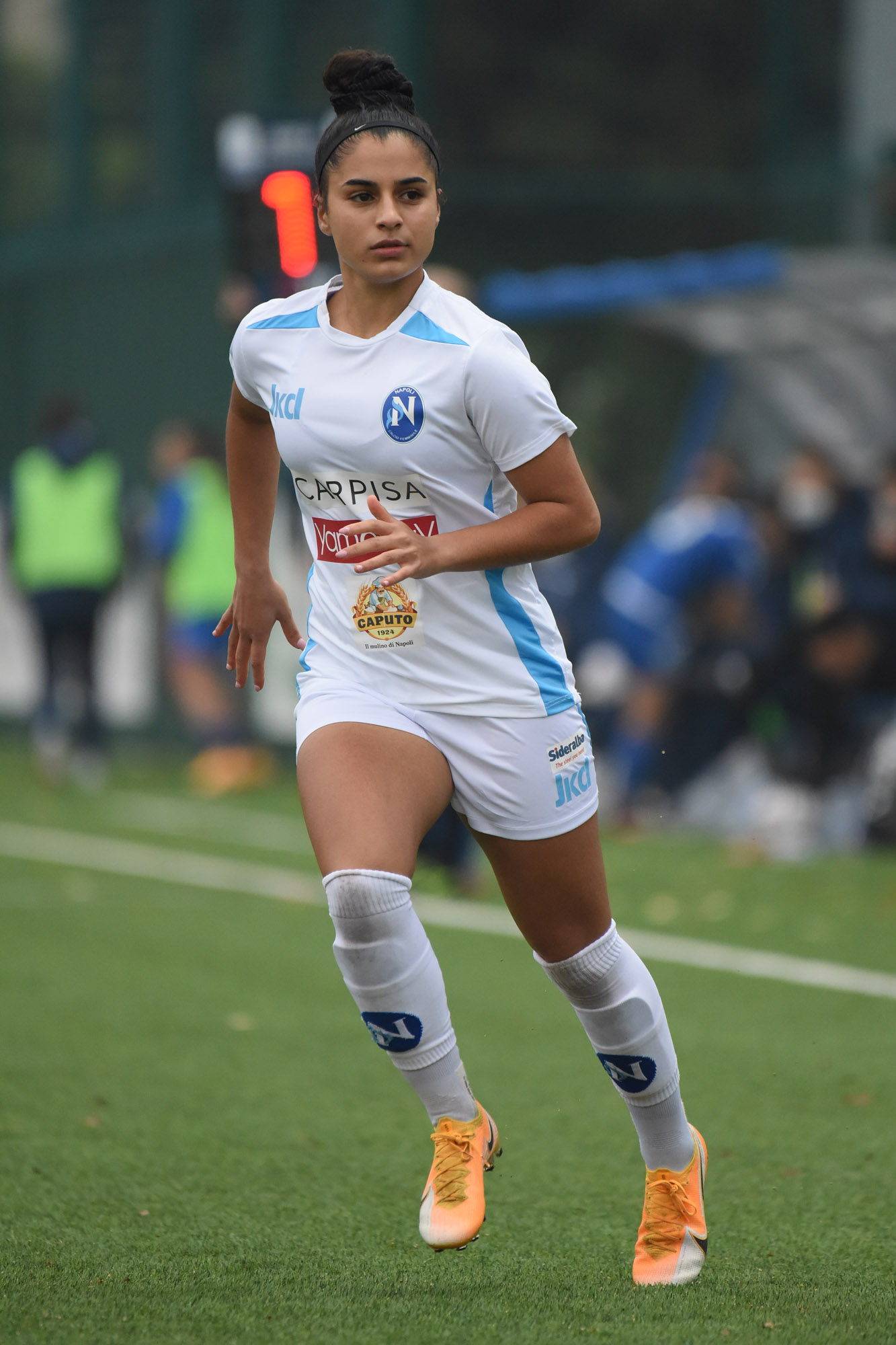
Jacynta Galabadaarachchi – erste Gewinnerin 2022

Der PFA Scotland Women’s Young Player of the Year Award (deutsch Schottische Frauen Nachwuchsspielerin des Jahres) ist eine jährliche Auszeichnung, die an eine junge Spielerin verliehen wird, die zur besten Spielerin des Jahres im schottischen Frauenfußball gewählt wurde. Der Preis wird seit der Saison 2021/22 verliehen und der Gewinner wird durch eine Abstimmung unter den Mitgliedern der Spielergewerkschaft PFA Scotland (Professional Footballers’ Association Scotland) ermittelt. Die erste Gewinnerin des Preises war Jacynta Galabadaarachchi im Jahr 2022.

## Liste der Titelträger
Die Auszeichnung der Frauen wird seit 2022 verliehen, während die Auszeichnung zum Nachwuchsspieler des Jahres bei den Männern seit 1978 verliehen wird. Die folgende Liste zeigt die siegreichen Spielerinnen die zur „Nachwuchsspielerin des Jahres“ gewählt wurde. Die Auszeichnung zur Spielerin des Jahres wird ebenfalls seit 2022 gewählt.
- Jahr: Nennt das Jahr, in dem die Spielerin gewählt wurde.
- Name: Nennt den Namen der Spielerin.
- Nationalität: Nennt die Nationalität der Spielerin
- Verein: Nennt den Verein, für den die Spielerin zum damaligen Zeitpunkt gespielt hat.
- Position: Nennt die Position der Spielerin: Tor, Abwehr, Mittelfeld, Sturm.

| Jahr | Name                     | Nationalität | Verein          | Position         |
| ---- | ------------------------ | ------------ | --------------- | ---------------- |
| 2022 | Jacynta Galabadaarachchi | Australien   | Celtic Glasgow  | Sturm            |
| 2023 | Emma Watson              | Schottland   | Glasgow Rangers | Mittelfeld       |
| 2024 | Mia McAulay              | Schottland   | Glasgow Rangers | Mittelfeld/Sturm |

### Titelgewinne nach Verein
- Rang: Nennt die Platzierung des Vereins, die sich nach Anzahl der Titelträger richtet. Bei gleicher Anzahl wird alphabetisch nach dem Vereinsnamen sortiert.
- Verein: Nennt den Namen des Vereins.
- Anzahl: Nennt die Anzahl der Auszeichnungen.

| Rang | Verein          | Anzahl |
| ---- | --------------- | ------ |
| 1.   | Glasgow Rangers | 2      |
| 2.   | Celtic Glasgow  | 1      |

### Titelgewinne nach Nationalität
- Rang: Nennt die Platzierung der Nation, die sich nach Anzahl der Titelträger richtet.
- Nation: Nennt die Nation.
- Anzahl: Nennt die Anzahl der Auszeichnungen.

| Rang | Nation     | Anzahl |
| ---- | ---------- | ------ |
| 1.   | Schottland | 2      |
| 2.   | Australien | 1      |